# Lúcia Petterle
Lúcia Tavares Petterle (sinh 1949) là Hoa hậu Thế giới 1971 người Brasil.
Đại diện cho bang Guanabara, Lúcia trở thành Á hậu 1 tại cuộc thi Hoa hậu cấp quốc gia và trở thành đại diện của Brasil tại cuộc thi Hoa hậu Thế giới tổ chức tại Luân Đôn. Lúcia là Hoa hậu Thế giới đầu tiên của Brasil và là người thứ 4 từ Nam Mỹ chiến thắng trong cuộc thi này.
Sau khi kết thúc nhiệm kỳ, Lúcia trở về quê hương tiếp tục công việc học tập tại trường Y để trở thành một bác sĩ.
| Tứ đại Hoa hậu (1971)         | Tứ đại Hoa hậu (1971)           | Tứ đại Hoa hậu (1971)              | Tứ đại Hoa hậu (1971)     |
| ----------------------------- | ------------------------------- | ---------------------------------- | ------------------------- |
| Hoa hậu Hoàn vũ Georgina Rizk | Hoa hậu Thế giới Lúcia Petterle | Hoa hậu Quốc tế Jane Cheryl Hansen | Hoa hậu Trái đất không có |